# Escut de Castelló de Rugat
L'escut de Castelló de Rugat és un símbol representatiu oficial del municipi valencià de Castelló de Rugat (la Vall d'Albaida). Té el següent blasonament:
| « | Escut quadrilong de punta redona. D'or, dos pals de sable. Sobre el tot, castell d'argent, maçonat i aclarit de sable. Al timbre, corona reial oberta. | » |

## Història
L'escut fou aprovat mitjançant Resolució de 16 de maig de 2007, del conseller de Justícia, Interior i Administracions Públiques, publicada al DOCV núm. 5.525, d'1 de juny de 2008.

Escut de Castelló de Rugat entre 1967 i 2007.

Anteriorment, entre 1967 i 2007, Castelló tingué un altre escut, que fou aprovat pel Decret núm. 2.063/1967, de 22 de juliol. Es blasonava de la manera següent:
| « | De sinople, un castell d'argent acostat de dos feixos d'or. Per timbre, una corona ducal. | » |

L'escut actual manté el castell, però en canvia la resta dels elements, així com el fons del camper. El castell és un senyal parlant tradicional relatiu al nom de la localitat. Al camper s'hi representen les armories dels Bellvís (d'or, dos pals de sable), primers senyors del poble i barons de Castelló de Rugat.